# Новотроицкое (Стерлитамакский район)
Новотроицкое — упразднённая в 1986 году деревня на территории современного Подлесненского сельсовета Стерлитамакского района Башкортостана (Россия). Малая родина Героя Советского Союза И. Ф. Трушкова.

## География
Находился возле Волковского леса.

## История
По состоянию на 1983 год, в населённом пункте проживало около 20 жителей.
Упразднена Указом Президиума Верховного Совета Башкирской АССР от 12 декабря 1986 года.

### Административная принадлежность
На 1926 год посёлок входил в состав Талалаевского сельсовета Ашкадарской волости Стерлитамакского кантона.
Деревня Новотроицкое в составе Талалаевского сельсовета находилась до своего упразднения в 1986 году. Талалаевский сельсовет прекратил своё существование в 2008 году, его территория была присоединена к Подлесненскому сельсовету.

## Население
По данным первой Всесоюзной переписи населения СССР 1926 года, в посёлке Ново-Троицкий (Бухарский) было 32 дома и 169 жителей (74 мужчины и 95 женщин).

## Известные жители
Трушков, Илья Фёдорович — Герой Советского Союза.

## Инфраструктура
Было развито личное подсобное хозяйство.

## Транспорт
Просёлочная дорога.